# Ropica albostictipennis
Ropica albostictipennis là một loài bọ cánh cứng trong họ Cerambycidae.